# 檜原村
檜原村（日语：／ Hinohara mura */?）是位於東京都多摩地域最西邊的村，隸屬於西多摩郡，也是都内除東京都島嶼部外唯一的村。轄區約73%的面積位於秩父多摩甲斐國立公園的範圍內，當地人口主要集中在南秋川與北秋川的沿岸地區。檜原村自大正時期便開始發展林業，至二戰結束後成為村内的經濟支柱。近年來當地利用其豐富的森林資源振興林業，並以發展成「玩具之村」為目標。而當地居民在對外就業上多仰賴東邊的秋留野市。

## 地理
檜原村内約93%的面積被森林覆蓋，並且多被坡度達15度以上的陡坡覆蓋。轄區周圍皆被海拔1000公尺以上的山岳包圍，淺間尾根（淺間嶺）則橫貫中央地帶。發源於三頭山的南秋川流經淺間尾根以南。而發源自月夜見山的北秋川則流經淺間尾根以北，並在村内東端與南秋川合流後往東流。檜原村全域約73%的面積位於秩父多摩甲斐國立公園的範圍內，其中18.8%被指定為特別區域。

### 氣候
檜原村屬於太平洋側氣候。當地夏季炎熱潮濕，冬季則寒冷多雪。根據統計，檜原村的年均溫約15℃，年降雨量則約1600毫米。

## 歷史
檜原村自古時便有人類居住，村内各處皆發掘出屬於繩紋時代的繩紋式土器與居住遺址。當地在令制國時代隸屬於武藏國多摩郡，並且被稱為「橘鄉」。中世紀末期，檜原地區為武藏七黨之一的西黨平山氏的領地，至天正18年（1590年）則改由德川氏統治。而貫穿村内東西部的淺間尾根在中世紀則被稱為「古甲州街道」，並且成為交通上的要衝。江戶時代，幕府將通過淺間尾根的道路修建成甲州街道，並在當地設置口留番所。而坐落於村内東北部的小林家住宅推測為建於江戶時代中期，擁有歇山頂的私人住家，並於近代被指定為日本的重要文化財。
慶應3年（1868年）德川慶喜舉行大政奉還後，當地最初隸屬於韮山縣，至明治4年（1871年）改隸屬於神奈川縣。明治22年（1889年），日本實施町村制，並在當地設置檜原村。而後檜原村於明治26年（1893年）編入東京府。此後當地隨著昭和18年（1943年）東京府統合成東京都後便延續至今。
大正12年（1923年）9月1日的關東大地震在檜原村引發震度6弱的地震，但並未對當地造成明顯的災損。

## 人口
檜原村的人口在第二次世界大戰結束的1945年達到最高峰7103人，之後便逐年減少。當地的總人口數至2020年為2003人，而高齡人口的占比率則從1980年的15.5%大幅上升至52.8%，成為東京都内高齡人口比率僅次於奧多摩町的行政區。而受到人口逐年減少的影響，檜原村的人口自然成長率也長年維持在負數。
| 檜原村人口分布圖 |                                               |  |
| 檜原村與日本全國年齡別人口分布比較圖 （2005年資料） | 檜原村的年齡、男女別人口分布圖 （2005年資料） |  |
| ■紫色是檜原村 ■綠色是全国 | ■藍色是男性 ■紅色是女性                       |  |
| 檜原村人口變化 \| 1970年 \| 5,036人 \| \| \| 1975年 \| 4,686人 \| \| \| 1980年 \| 4,230人 \| \| \| 1985年 \| 4,012人 \| \| \| 1990年 \| 3,808人 \| \| \| 1995年 \| 3,560人 \| \| \| 2000年 \| 3,256人 \| \| \| 2005年 \| 2,930人 \| \| \| 2010年 \| 2,558人 \| \| \| 2015年 \| 2,209人 \| \| \| 2020年 \| 2,003人 \| \| |                                               |  |
| 資料來源：日本總務省統計中心提供之人口普查數據 |                                               |  |
| 1970年 | 5,036人                                       |  |
| 1975年 | 4,686人                                       |  |
| 1980年 | 4,230人                                       |  |
| 1985年 | 4,012人                                       |  |
| 1990年 | 3,808人                                       |  |
| 1995年 | 3,560人                                       |  |
| 2000年 | 3,256人                                       |  |
| 2005年 | 2,930人                                       |  |
| 2010年 | 2,558人                                       |  |
| 2015年 | 2,209人                                       |  |
| 2020年 | 2,003人                                       |  |

## 行政
現任村長吉本昂二於2023年4月在選舉中當選，其任期將持續至2027年4月30日。

## 經濟
根據日本2020年的國勢調查統計，檜原村的就業人口中約3.7%從事第一級產業，19.1%的就業人口從事第二級產業，71%則從事第三級產業。當地的農業以種植蒟蒻和養蠶為主，但受到農業人口高齡化等因素影響，從事上述產業的農家戶數也逐年下滑。而當地農民在近年來也開始栽培仙客來與灰樹花（舞茸）等作物，但因生產規模較小且缺乏銷售管道，因此僅限於自給自足。
林業方面，檜原村自大正時代末期便開始在村內的山坡上種植日本柳杉與日本扁柏的人造林。由於太平洋戰爭期間木材的需求增加，加上戰後日本對於柴火與木炭的需求也逐漸上升，使林業成為當地的經濟支柱。全盛時期檜原村内共有18家製材工廠。但日本國內家庭對於木材的需求隨著1970年代的能源革命而減少，當地的林業也因此逐漸衰落。而近年來檜原村也致力於利用當地豐富的森林資源來振興林業，並以發展成「玩具之村」為目標。

## 教育
檜原村内共有1所小學校與1所中學校。根據2024年4月的統計，村内共有56名小學生與22名中學生。

## 交通
檜原村内沒有任何鐵路通過。當地的主要交通幹道分別為山梨・東京都道33號、東京都道205號與東京都道206號。

## 外部連結
- 檜原村 （页面存档备份，存于）